# Sun Hung Kai Centre
La Sun Hung Kai Center (新鴻基中心S) è un grattacielo situato a Hong Kong. Utilizzato per ospitare uffici, si trova a Wan Chai, sull'isola di Hong Kong. È alto 214,51 metri e comprende 53 piani. Quando l'edificio fu completato nel 1981 erano presenti solo 51 piani; ne sono stati poi aggiunti altri nel 1991. L'edificio ospita la sede centrale della Sun Hung Kai Properties e i consolati di Brasile, Russia e Myanmar.